# Margecany
Margecany (in ungherese Margitfalva, in tedesco Margareten) è un comune della Slovacchia facente parte del distretto di Gelnica, nella regione di Košice.
Margecany è un importante nodo ferroviario lungo la ferrovia Košice-Žilina, parte dell'antica ferrovia Košice-Bohumín.